# 哈布斯堡·爱德华
哈布斯堡-洛陶林吉奥伊·爱德华·卡罗伊（匈牙利語：Habsburg-Lotharingiai Eduárd Károly，1967年1月12日—）,全名哈布斯堡-洛陶林吉奥伊·爱德华·卡罗伊·约瑟夫·米哈伊·马克·安陶尔·卡尔曼·福尔科尔德·马里亚（匈牙利語：Habsburg-Lotharingiai Eduárd Károly József Mihály Márk Antal Kálmán Folkold Mária），在匈牙利国外通称爱德华·哈布斯堡。是一名德裔匈牙利外交官，自2015年起担任匈牙利驻圣座及马耳他骑士团大使。

## 家系
爱德华系奥匈帝国大公约瑟夫·奥古斯特·哈布斯堡的曾孙。其家族系出神圣罗马帝国皇帝利奥波德二世第七子匈牙利总督约瑟夫大公。由于其曾祖父约瑟夫·奥古斯特的妻子是弗朗茨·约瑟夫皇帝与茜茜公主的外孫女，这也让爱德华与皇帝一家（利奥波德二世長子弗朗茨二世的后人）带有亲缘关系。

## 事业
2015年，爱德华被任命为匈牙利驻圣座大使。2015年12月7日，他收到了教宗方济各的国书。